# Scambi capillari
Gli scambi capillari sono gli scambi di liquidi e sostanze fra il sangue e il liquido interstiziale che avvengono attraverso la parete dei capillari.

## Fisiologia
Il passaggio, definito filtrazione, riguarda le componenti solubili del sangue: acqua, ioni, metaboliti, ormoni, ossigeno, anidride carbonica, albumina e, in minor misura, altre proteine plasmatiche.
Gli scambi sono regolati  dalla permeabilità della parete capillare e dalle differenze di pressioni idrostatica e colloido-osmotica esistenti tra sangue e liquido interstiziale. In corrispondenza dell'estremità arteriosa del capillare queste forze  provocano la fuoriuscita dei fluidi dai capillari verso gli spazi interstiziali, mentre a livello della loro estremità venosa esse determinano il riassorbimento del 90% del volume filtrato; il restante 10% è riportato in circolo dai vasi linfatici. La risultante delle forze agenti attraverso la parete capillare è chiamata pressione netta di filtrazione, ha un valore di 0.3 mmHg ed è diretta dal capillare allo spazio interstiziale; questa forza è stata determinata da Ernest Starling (equazione di Starling).

## Patologie correlate
Quando si ha un'eccedenza di liquido interstiziale, che superi le capacità di drenaggio del sistema linfatico, si può andare incontro all'edema.
In presenza di infiammazione, il passaggio di componenti del sangue viene detto essudazione. In questo caso la permeabilità della parete delle venule post-capillari è aumentata e le proteine ad alto peso molecolare (voluminose) e le cellule ematiche, in particolare leucociti, si riversano nel fluido interstiziale, che si trasforma così in essudato.